# حیدر پیری‌اف
حیدر پیری‌اف — (۱۷ سپتامبر ۱۹۵۹ یا ۱ سپتامبر ۱۹۵۹، سویوگبولاگ، منطقه کالینینو) سپهبد نیروهای مسلح آذربایجان، رئیس سابق دانشگاه دفاع ملی، شرکت کننده در جنگ اول قره باغ و جنگ دوم قره باغ، برنده نشان «پرچم آذربایجان» (۲۰۲۰).

## زندگی‌نامه
حیدر کمال اوغلو پیری‌اف در ۱ سپتامبر ۱۹۵۹ در روستای سویوگبولاگ، ناحیه کالینینو در اتحاد جماهیر شوروی ارمنستان به دنیا آمد. در سال‌های ۱۹۷۴–۱۹۷۶ در مدرسه فیزیک-ریاضی شماره یک باکو تحصیل کرد. در سال ۱۳۷۷ از دانشکده افسری نیروهای مسلح فارغ‌التحصیل شد. متأهل و دارای یک پسر است.

## خدمات نظامی
- در سالهای ۱۹۷۶–۱۹۸۰ در مدرسه فرماندهان ارتش عمومی عالی باکو تحصیل کرد.
- در سالهای ۱۹۸۰–۱۹۹۱ وی در سمتهای مختلف در نیروهای مسلح اتحاد جماهیر شوروی خدمت کرد.
- وی از سال ۱۳۷۰ در نیروهای مسلح آذربایجان مشغول به خدمت است.
- در سال ۲۰۰۳ از سوی رئیس‌جمهور حیدر علی اف رهبر ملی جمهوری آذربایجان به او درجه سرلشکری اعطا شد.
- در سالهای ۲۰۰۲–۲۰۰۹ به عنوان رئیس مدرسه عالی نظامی آذربایجان به نام حیدر علی اف تعیین شد.
- در سالهای ۲۰۰۹–۲۰۱۳ به عنوان رئیس ستاد ارتش در جمهوری خودمختار نخجوان خدمت کرد.
- در ژوئن ۲۰۱۴ به دستور رئیس‌جمهوری آذربایجان به حیدر پیری اف درجه سپهبدی اعطا شد و وی به ریاست آکادمی نظامی نیروهای مسلح جمهوری آذربایجان منصوب شد.
- در ژوئن ۲۰۲۲ به سمت ریاست دانشگاه دفاع ملی آذربایجان منصوب شد.
- وی در ۱۲ ژانویه ۲۰۲۴ از وظایف خود برکنار شد.